# Nolan Cressler
Nolan Abram Cressler (Pittsburgh, 26 maggio 1994) è un ex cestista statunitense.